# 洛南之战
洛南之战，618年（魏永平二年、隋炀帝大业十四年、隋恭帝义宁二年），瓦岗军在洛口仓（今河南巩县东北）附近的洛水之南，击败隋朝江都通守王世充的战斗。
618年正月，王世充得到东都七万援軍的补充后，在洛水之北进攻李密，又李密被打败。于是，屯兵巩县（今河南巩县东南）之北。正月十五日，王世充命令诸军建造浮桥伺机大举反攻瓦岗军。由于缺乏统一指挥，出现了先造成桥的部队先进攻、前后动作不一的情况。虎贲郎将王辩攻破瓦岗军外栅，李密营中惊扰乱作一团将要战败。王世充不晓得战况，鸣号角收拢王辩军，李密率敢死队反击。隋军大败，争相过桥，死者万余人。王辩等六员大将阵亡，王世充得以幸免，洛水之北的隋军全线溃散。王世充自知战败负罪，不敢回东都，带余部直奔河阳。这夜，大风大雨，隋軍士兵涉水过河衣服湿透，在途中冻死者又以万计。王世充独自带数千人马撤到河阳，自我关押请罪，越王杨侗在用人之际，不敢惩治，反而派使者赦免其罪，召还东都，赐第、美女来稳定他的情绪。王世充收拢逃亡残兵，得万余人屯兵含嘉城（今洛阳市东北），而不敢轻易出兵。李密率领瓦岗军占领金墉城（今河南洛阳东），义军迅速发展到三十万人，陈兵于北邙山一线，向南逼近上春门。正月十九日，隋朝金紫光禄大夫段达、民部尚书韦津出兵抵御。段达看到李密兵马强大，怯阵率兵退回。李密率兵追赶，隋军溃败。偃师（今河南偃师东）、柏谷（今河南宜阳南）及河阳等地的隋将纷纷率部投降。江淮等许多地方的义军争先恐后响应瓦岗军。